# Jan Myrdal
Jan Myrdal (Estocolmo, 19 de julio de 1927 - Varberg, 30 de octubre de 2020) fue un escritor y activista político sueco. Publicó numerosas obras de ficción y de literatura política. Políticamente, se caracterizaba por el apoyo a ideologías de izquierda y al Partido Comunista de China.

## Biografía
Jan Myrdal fue el hijo mayor de Alva y Gunnar Myrdal, intelectuales destacados suecos. Empezó a trabajar como periodista a los diecisiete años. A su primera novela, autopublicada en 1953, la siguieron unas setenta obras. Entre las décadas de 1960 y 1970 empezó a promover públicamente al régimen político chino, con obras como Una aldea de la China popular (1969) y China: la revolución continúa (1972), que alcanzaron una gran difusión en Occidente, y encabezó asociaciones sueco-chinas. A partir de los 1980 sus ideas se radicalizaron y provocó controversias por su apoyo a China y al régimen teocrático de Irán, entre otros asuntos.